# فرانك ويتل

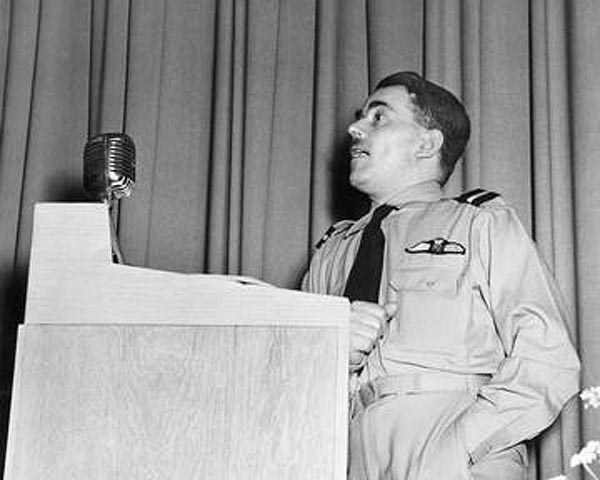

السير فرانك ويتل (1907 - 1996). متخصص في الميكانيكا بريطاني يعتبر أبو الدفع النفاث. تلقى تعليمه في كمبردج ثم التحق بالقوة الجوية البريطانية وبدأ أبحاثه في تطوير المحرك النفاث.
عمل ويتل في الفترة ما بين 1946 - 1948 مستشارًا تقنيًّا للدولة في مجال المحركات. قد حدث إنجاز هندسي كبير في الثلاثينات من القرن العشرين، فقد تم اختراع المحرك النفاث، وكان هذا الاختراع هو السبب في تحويل الطائرة إلى وسيلة نقل سريعة بين قارات العالم. وكان فرانك ويتل يعمل ضابطا في القوات الجوية الملكية البريطانية وتمكن من صنع هذا المحرك النفاث في بداية الثلاثينات. وهو محرك يعمل بنظرية رد الفعل. فإذا دفع المكبس الهواء إلى الخلف من المحرك، تتحرك الطائرة إلى الأمام. وهذة النظرية لا تزال قائمة في المحركات النفاثة بصورة ما إلى يومنا هذا. وتعتبر عملية الدفع النفاث عملية مستمرة حيث أن الهواء الخارج من المحرك يدفع الألوح التي تحرك المكبس، فيشفط المكبس هواء جديد مرة أخرى. وتعتبر الطائر النفاثة أفضل من الطائرة المعتمدة على المراوح من حيث الاقتصاد في استهلاك الوقود والمحافظة على الأجزاء الميكانيكية.
وقد سجل ويتل براءة اختراعه في عام 1930م. وبحلول عام 1937م كان قد صنع أول محرك وتم تجربته على الأرض. وبهذا أصبحت بريطانيا هي أول دولة في العالم تمتلك محرك نفاث. لكن الألماني هانز فون كان قد اخترع طائرة نفاثة في نفس الوقت وقامت طائرته بأول رحلة في ألمانيا في علم 1936م. بينما قامت أول طائرة بريطانية تجريبية بأول رحلاتها في عام 1938م.
وُلد فرانك ويتل في الأول من يونيو سنة 1907، بمدينة كوفنتري غرب إنجلترا، وبعد محاولتين فاشلتين بالالتحاق بالقوات الجوية الملكية بسبب افتقاره للطول اللاّزم، تمكّن من تحقيق ذلك سنة 1923 ليُؤهل بعد ذلك ب 5 سنوات كضابط طيّار.
وكطالب أشار ويتل خلال أطروحته أنّ الطائرات يجب أن تحلّق في ارتفاعات أعلى، حيث تكون مقاومة الهواء منخفضة، ومن أجل بلوغ هذا الارتفاع يجب الوصول إلى سرعات عالية، وهذا ما لم تكن المحرّكات العادية توفّره، لذلك استخدم ويتل مروحة داخل هيكل الطائرة لتوليد تدفّق سريع للهواء من أجل دفع الطائرة بسرعة أكبر وباستهلاك أقل للوقود مقارنة مع المحرّك المتردّد (محرك المكبس).
بحلول سنة 1935 حصل ويتل على الدعم المالي، وقام بإنشاء تصميم أوّلي للمحرّك بشراكة مع سلاح الجو الملكي، لكن النتائج لم تكن مشجّعة، فقرّر بناء المحرك بطريقة مغايرة، وبانتهاء المشروع سنة 1941 كان المحرّك جاهزا للاختبار، لتجري أول رحلة بواسطته في 15 يوليو من نفس السنة. وأثبت المحرّك النفّاث فعاليته، وخصوصا بالولايات المتّحدة الأمريكية التي احتضنت هذه التكنولوجيا بحماس.
تقاعد ويتل سنة 1948 برتبة عقيد جوي، ليذهب بعد ذلك بوقت قصير إلى الولايات المتّحدة الأمريكية ليصبح أستاذا بالأكاديمية البحرية الأمريكية في أنابوليس، وتوفي ويتل في 9 أغسطس سنة 1996.